# Askø
Askø ist eine dänische Insel im Smålandsfarvandet (dt.: Smålandsfahrwasser) nördlich der Insel Lolland. Die Insel hat eine Größe von 282 Hektar und wird von 34 Einwohnern (1. Januar 2023) ständig bewohnt. Die Insel bildet ein eigenes Kirchspiel Askø Sogn, das ursprünglich zur Harde Fuglse Herred im Maribo Amt gehörte, ab 1970 dann zur Maribo Kommune damaligen Storstrøms Amt und seit der Kommunalreform zum 1. Januar 2007 zur Lolland Kommune in der Region Sjælland. Auf der Insel gibt es etwa 200 Sommerhäuser.
Askø ist über einen 700 Meter langen Damm mit der kleineren Insel Lilleø (dt.: Kleine Insel) verbunden. Der um 1915 gebaute Damm erweiterte die Landwirtschaftsmöglichkeiten für die Inselbewohner.
Askø gehört zum Verband dänischer Kleininseln.
Auf der Lolland zugewandten Seite gibt es einen kleineren Yachthafen für 20 Schiffe. Eine Fähre stellt die Verbindung nach Bandholm auf Lolland her; die Überfahrt dauert 30 Minuten.